# Brachygaster bidentata
Brachygaster bidentata är en stekelart som beskrevs av Jean-Jacques Kieffer 1911. Brachygaster bidentata ingår i släktet Brachygaster och familjen hungersteklar. Inga underarter finns listade.